# Mathias Lenz
Mathias Lenz (* 24. Januar 1985 in Heppenheim) ist ein deutscher ehemaliger Handballspieler. 

## Karriere
Seit der Saison 2013/14 stand der 1,91 Meter große Handballtorwart beim Zweitligisten TV Großwallstadt zwischen den Pfosten. Davor spielte Lenz mit der SG Wallau/Massenheim in der ersten Liga sowie mit der HG Oftersheim/Schwetzingen, der SG BBM Bietigheim, der HSG Düsseldorf und dem DHC Rheinland in der zweiten Liga. In der Saison 2012/13 stand er beim Drittligisten ART Düsseldorf unter Vertrag. Nach der Insolvenz des TV Großwallstadt blieb Lenz vorerst vereinslos. Im Dezember 2015 half er kurzfristig für drei Spiele beim SC DHfK Leipzig aus. Ab Februar 2017 stand er bei der TSG Friesenheim unter Vertrag. Nachdem Lenz mit Friesenheim in der Saison 2016/17 in die Bundesliga aufstieg, beendete er seine Karriere. Im Februar 2018 reaktivierte ihn der Bundesligist MT Melsungen. Nach dem Ablauf der Saison 2017/18 wechselte er erneut zur TSG Friesenheim.
Mathias Lenz bestritt 25 Länderspiele für die deutsche Jugendnationalmannschaft, mit der er 2003 Vize-Europameister wurde. Mit der deutschen Juniorennationalmannschaft, für die er 35 Einsätze hatte, erreichte er den 4. Platz bei der Junioren-Weltmeisterschaft 2005.